# Caria

Localización de Caria.

Ciudades carias en blanco. Este mapa representa los ríos actuales y la costa. Algunos accidentes pueden haber cambiado con los años, especialmente Mileto, Heraclea y Miunte estaban en el lado sur de un golfo y Priene en el lado norte; el río Meandro desagua desde entonces en el golfo. También Telmeso, Mileto y Kálimnos fueron consideradas políticamente a veces parte de Caria y otras no.

Caria (en griego antiguo: Καρία, Karía) fue una antigua región histórica situada al sudoeste de la actual Turquía. Fue incorporada en 545 a. C. al antiguo imperio aqueménida como la satrapía de Karkâ. Su capital fue Halicarnassos (actual Bodrum), la cual tiene etimológicamente origen luvio. En la antigüedad, los carios fueron famosos mercenarios.
No debe confundirse con dos ciudades griegas llamadas Carias, una en Laconia y otra en Arcadia.

## Historia antigua

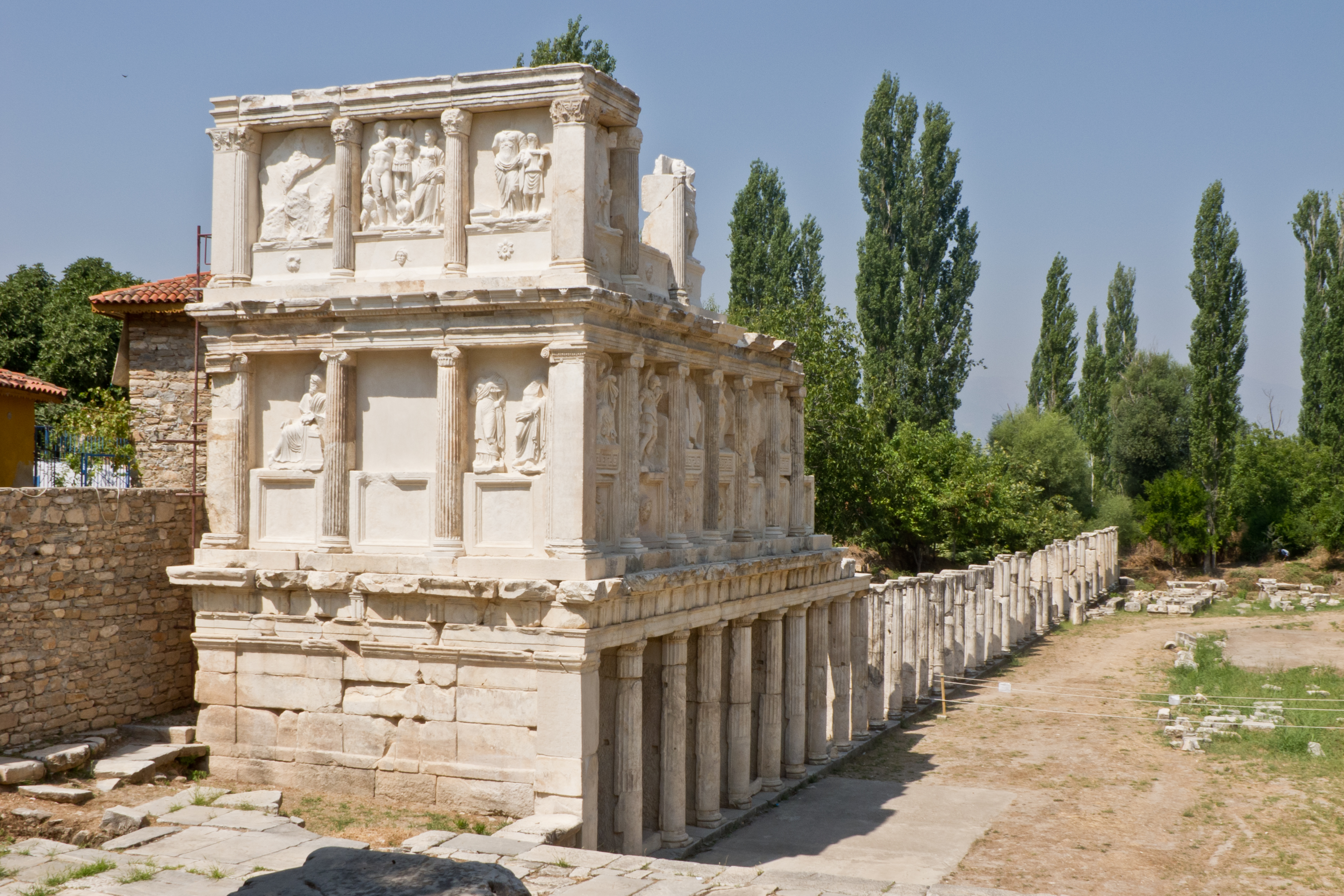
Sebastión en Afrodisias, en la actual Turquía.

Caria y los carios son nombrados por primera vez en textos cuneiformes de los viejos imperios asirio e hitita entre los años 1800 a. C. y 1200 a. C.
El país era llamado Karkissa. En cambio, no aparece en los textos egipcios de la época.
Después de cuatro siglos en los que solo se los menciona una vez, el primero en volver a nombrar a los carios es el legendario poeta griego Homero, quien nos cuenta que los carios vivían en Mileto y a orillas del río Meandro. En la guerra de Troya lucharon junto a los troyanos. Esto es una información muy importante, porque, en tiempos de Homero, Mileto era considerada una ciudad griega. En el siglo V a. C., los griegos creían que los carios habían llegado a Caria desde las islas del Egeo, concretamente, según Heródoto, desde las Cícladas, desde donde fueron expulsados por dorios y jonios, aunque siempre ayudaron al rey Minos de las Cícladas. En cambio, los carios aseguraban ser indígenas alegando la existencia del santuario en Milasa de Zeus cario. Homero confirma su historia.
Esto se confirma igualmente por los modernos lingüistas: el cario pertenece a la subfamilia luvio-hitita de las lenguas indoeuropeas. Está relacionado con el lidio y el licio, los idiomas hablados al sudeste y norte de Caria. Si los carios hubieran llegado a su país desde el oeste, su idioma se parecería más al griego.
Parece que los griegos se asentaron en la costa occidental del Asia Menor en los años oscuros que van del 1200 al 800 a. C., mezclándose con los carios. El autor romano Vitruvio menciona luchas en la península de Mícala. Según el historiador griego Heródoto de Halicarnaso, los habitantes de Mileto hablaban griego con acento cario. El mismo Heródoto es un buen ejemplo de los estrechos lazos que unían a carios y griegos: su padre se llamaba Lixes, que es la traducción griega del nombre cario Lukhsu. Debido a su lugar de origen, Heródoto es una de nuestras fuentes más importantes.
Caria es, como Grecia, un país de montañas y valles, pobre en agricultura y otros recursos, un país subdesarrollado en comparación con Egipto y Babilonia. Las cimas de las colinas se fortificaban y había varios pueblos en los valles, pero apenas existían ciudades. Debido a su dispar territorio, los carios estaban divididos. Cuando aprendieron a leer y escribir, cada pueblo usaba su propia versión del alfabeto fenicio.
En cambio, lo que unía a los carios era su religión. Uno de sus centros rituales era Milasa, donde veneraban al dios supremo, llamado «el Zeus cario» por Heródoto. En contra de su homónimo griego, este Zeus era guerrero. Una de las diosas carias era Hecata, quien era responsable de los cruces de caminos y ganó notoriedad en Grecia como fuente de brujería. Heródoto la llama Atena y nos cuenta que a sus sacerdotisas, de la tribu de los pedaseos, les salía la barba cuando tenía que ocurrir un desastre. En el monte Latmos, cerca de Mileto, los carios veneraban a Endimión, quien había sido el amante de la Luna y había procreado a tantos niños como días tenía el año. Endimión estaba durmiendo eternamente, una historia que los griegos contaban del padre de Zeus, Crono.

## Los mercenarios del faraón
Al igual que otros pueblos montañeses, los carios se vieron obligados a convertirse en mercenarios. Su país era demasiado pobre como para mantener una población numerosa, y los hijos jóvenes cruzaban el mar en busca de un nuevo futuro. Eran especialistas militares y no es casualidad que Heródoto escribiera que los griegos estaban en deuda con los carios por tres inventos militares: hacer los escudos con asas, poner ardides en los escudos y colocar crestas en los cascos. Por este último invento, los griegos llamaban a los carios "gallos".
La primera referencia a los mercenarios carios se encuentra en el segundo libro de los Reyes en la Biblia, donde podemos leer acerca de los carios en Judea. Esto puede parecer extraño, pero no imposible, ya que según el segundo libro de Samuel, el rey David tenía una guardia de cretenses. Los libros de los Reyes fueron escritos probablemente en el siglo VI a. C., pero la información procede de fuentes más antiguas. Esta es la única mención de los carios en los años oscuros. También Heródoto menciona que sirvieron fielmente al rey Minos de las islas Cícladas, al que ayudaban armando barcos.
Los carios eran más conocidos por haber servido a faraones egipcios. Nuestra fuente principal en este tema es Heródoto, quien nos dice que el primero en emplear a estos hombres fue Psamético I (664-610 a. C.), probablemente al principio de su reinado. Algunas evidencias circunstanciales apoyan las palabras de Heródoto, porque los arqueólogos han descubierto algunos asentamientos en la parte oeste del delta del Nilo que fueron fundados por gente procedente del Egeo. Estos asentamientos pueden ser fechados del siglo VII a. C.
Los carios permanecieron activos en el servicio al monarca egipcio. Es conocido que lucharon contra los nubios (actualmente Sudán) hacia 593 a. C., al servicio de Psamético II. Al retornar, visitaron Assuan y dejaron inscripciones. Posteriormente jugaron un rol importante en el golpe de Estado protagonizado por Amasis en 570 a. C., quien dio a los carios una nueva base cerca de la capital egipcia Menfis.
Cuando el rey persa Cambises II invadió Egipto en 525 a. C., los contingentes carios aún estaban allí sirviendo al faraón Psamético III. Según Heródoto, sacrificaron a niños antes de entablar batalla contra los invasores al saber que el principal general de su ejército, Fanes, de origen también cario, había ido a reunirse con Cambises. Tras sacrificar a los niños, se dice que los carios bebieron la sangre de estos. Sin embargo, se las arreglaron para cambiar de bando (y no fueron los únicos: incluso el comandante de la flota egipcia Wedjahor-Resne desertó de su rey). En fuentes egipcias de la época del dominio persa aún encontramos a carios, ahora sirviendo a otro señor. Uno de los últimos ejemplos es un papiro arameo fechado el 12 de enero de 411 a. C. Siete años después, los egipcios se independizaron de nuevo y, esta vez, los carios no pudieron cambiar de bando. Los colaboracionistas fueron despedidos.

## El periodo persa

Mapa del Imperio aqueménida con la división en satrapías (ca. 500 a. C.)

Mientras tanto, Caria había estado sujeta al rey lidio Aliates, y posteriormente a los persas. Esto sucedió en el 544 o 543 a. C. En el 547 a. C., el rey persa Ciro II había derrotado el lidio Creso, quien había tenido cierta influencia en Caria. Al año siguiente, los lidios se rebelaron, pero Ciro envió a su general Harpago, quien los subyugó de nuevo. Esta vez, Harpago tomó también las ciudades griegas de la costa y luego se trasladó al sur, conquistando Caria y Licia.
Los carios ofrecieron sus servicios a sus nuevos amos. Son mencionados en documentos cuneiformes de Babilonia y de Persépolis. Cuando el macedonio Alejandro Magno conquistó el imperio aqueménida, descubrió un asentamiento cario en las cercanías de la moderna Bagdad. Estos carios no pudieron ser deportados desde su país, sino que debieron formar una colonia militar porque se encontraban en un lugar estratégico en la Ruta de la Seda.
Inicialmente, los carios parece que mantuvieron cierta independencia. En la inscripción de Behistún, que fue hecha el 520 a. C., no están mencionados entre las naciones sujetas al rey Darío I, pero en cambio sí que aparecen en una inscripción hecha cinco años después.
Después del 499 a. C., se unieron a la Revuelta jónica. Fueron derrotados dos veces por los persas, pero en una tercera batalla aniquilaron a su enemigo, del que ni siquiera sus generales sobrevivieron. A pesar de que Darío y sus sucesores reivindicaron siempre su posesión de Caria, parece que los carios siempre fueron capaces de mantener cierto grado de independencia. Los persas sabían que los carios eran buenos soldados, y después de todo, el país era pobre, por lo que no valía la pena realmente conquistarlo.
Sin embargo, los persas estaban presentes. En 1974, unos arqueólogos descubrieron una inscripción trilingüe de la época de Artajerjes IV en el sudeste, y una de las lenguas era arameo, el idioma de la burocracia persa. El centro de la administración persa en Caria estaba en Halicarnaso. La reina caria Artemisia apoyó de forma leal al rey persa Jerjes I cuando este invadió Grecia en el 480 a. C. (segunda guerra médica).
Después del 469-466 a. C., algunas partes de Caria fueron conquistadas por los atenienses. Estas zonas permanecieron más o menos leales a los griegos hasta el 412 a. C., cuando volvieron a manos persas. De nuevo, mantuvieron cierta libertad.

## La Dinastía Hecatómnida
Durante 150 años aproximadamente, Caria había sido parte del imperio aqueménida y estaba gobernada por sátrapas persas. Pero en la primera mitad del siglo IV a. C. ganó aún más independencia cuando fue regida por sátrapas carios, los Hecatómnidos. La Dinastía Hecatómnida debe su nombre a su primer miembro, Hecatomno de Milasa, quien no era solo sátrapa de Caria, sino que también controlaba Mileto. Parece que le fascinaba la cultura griega, pero fue siempre fiel a su señor persa, aunque desde el punto de vista religioso se mantuvo totalmente cario.
Fue sucedido por su hijo mayor Mausolo. Cuando se convirtió en sátrapa, el Imperio persa estaba en franco declive, pero se mantuvo leal. Mausolo tuvo que luchar junto con Autofradates de Lidia contra el sátrapa rebelde Ariobarzanes de la Frigia Heslespóntica en defensa del rey (365 a. C.), pero casi inmediatamente después participó en la llamada Revuelta de los Sátrapas. Se trató de una serie de rebeliones que nunca llegaron a amenazar seriamente la estabilidad del imperio. En uno u otro momento, aparte de Ariobarzanes y Mausolo, Datames de Capadocia, Orontes I de Armenia y el mismo Autofradates se unieron a la rebelión, recibiendo incluso apoyo de los faraones Nectanebo I, Teos y Nectanebo II. Poco después del 360 a. C., el orden fue restablecido y cuando Artajerjes III sucedió a su padre en la primavera del 358 a. C., nada tenía que temer ya de los sátrapas. Escogió ignorar el comportamiento de Mausolo, que había pasado inteligentemente de ser de los últimos en unirse a la rebelión (conquistando parte de Lidia, Jonia e islas vecinas) a los primeros en cambiar de nuevo de bando, traicionando a sus aliados (por lo cual fue recompensado con la anexión de parte de Licia). Y a pesar de que Mausolo tuvo que aceptar la presencia de una guarnición persa en Halicarnaso, actuó más o menos como gobernador independiente, razón por la cual se lo llama rey en algunas fuentes.
En el 357 a. C. apoyó a los aliados rebeldes contra Atenas. Algunos de ellos, Chíos, Cos, Rodas y Bizancio pasaron a estar bajo control directo de Mausolo. El resultado es que Mausolo era sátrapa de Caria, pero también un gobernante independiente que controlaba algunas ciudades griegas e islas. Las ciudades griegas tenían más o menos autonomía, pero eran visitadas regularmente por inspectores. Este modelo, que había sido desarrollado por los persas ("el ojo del rey") y utilizado también por los atenienses (episkopos), fue copiado por algunos gobernantes posteriores.
Mausolo trasladó la capital a Halicarnaso entre el 370 a. C. y el 365 a. C.
La ciudad fue fortificada con muros modernos y recibió muchos nuevos habitantes.
Mausolo falleció en el 353 a. C. y fue sucedido por su esposa (y hermana) Artemisia, quien fue capaz de asegurar la autonomía de Caria en los dos años que duró su gobierno. Artemisia es más conocida por haber hecho decorar el monumento sepulcral (Mausoleo) que su marido se había hecho edificar en vida, y que fue reconocido como una de las Siete Maravillas del Mundo Antiguo.
Tras su breve reinado, fue sucedida por su hermano Hidrieo, del que nos ha quedado poca información. Apoyó al rey Artajerjes III enviando un ejército a la reconquista de Chipre, que se había rebelado. Falleció en el 344 a. C., dejando la satrapía en manos de su esposa (y hermana) Ada.
Esto provocó una especie de guerra civil, ya que al hijo menor de Hecatomno, Pixodaro, no le gustó el arreglo, pareciéndole una ofensa. Pixodaro se hizo con el control de la capital en el 340 a. C., convirtiéndose en nuevo sátrapa.
A la muerte de Pixodaro en el 334 a. C., su yerno Orontobates, un noble persa, se hizo con el gobierno de la satrapía. Pero por esas fechas Alejandro Magno inició la conquista de Asia Menor. Al llegar a Caria, Ada ofreció una alianza a Alejandro que el macedonio aceptó, permitiéndole recuperar la satrapía primero y la capital después. Parece que Ada falleció en el 326 a. C., y con ella desaparecía finalmente la dinastía.
- Hecatomno (391-377 a. C.)
- Mausolo (377-353 a. C.)
- Artemisia (353-351 a. C.)
- Hidrieo (351-344 a. C.)
- Ada (primer reinado) (344-340 a. C.)
- Pixodaro (340-334 a. C.)
- Orontobates (334-334 a. C.)
- Ada (segundo reinado) (334-326 a. C.)

## El periodo helenístico
Tras la muerte de Alejandro, sus sucesores se disputaron la posesión de Caria. Primero reinó Antígono I Monoftalmos, después pasó a formar parte del imperio de Lisímaco en el 301 a. C., y posteriormente se convirtió en provincia del imperio ptolemaico, solo para cambiar a manos seléucidas durante la primera mitad del siglo III a. C. En el 188 a. C., los romanos derrotaron a los seléucidas. Los conquistadores dividieron el país entre el reino de Pérgamo en el norte y Rodas en el sur. En el 129 a. C., los romanos decidieron anexionarse la parte pergámica de Caria, la cual pasó a integrar su provincia de Asia. La zona rodia mantuvo parte de su independencia hasta que, junto con Rodas, fue conquistada por el general romano Bruto en el 42 a. C.